# Straßberg (Plauen)
Straßberg ist ein Stadtteil der Stadt Plauen im Stadtgebiet West, der 1999 eingemeindet wurde. Der Stadtteil ist identisch mit der Gemarkung Straßberg und stellt eine Ortschaft Plauens dar.

## Geographie

### Lage
Straßberg liegt im südwestlichen Randgebiet der Stadt Plauen und grenzt an fünf weitere Stadtteile Plauens und an vier Ortsteile einer Gemeinde des Vogtlandkreises.
Die Fläche der Ortschaft besteht zu 67,4 % aus Landwirtschaftlicher Nutzfläche und zu 12,7 % aus Wald. Die restliche Fläche sind Straßen, Wohn- und Industrieflächen.
Durch den Ort fließt die Weiße Elster, die in der Nähe der Mühle durch ein Wehr angestaut wird.

### Nachbargemeinden
| Kobitzschwalde (Gemeinde Weischlitz) | Neundorf                                    | Siedlung Neundorf                   |
| Kloschwitz (Gemeinde Weischlitz)     | Kompassrose, die auf Nachbargemeinden zeigt | Neundorfer Vorstadt, Hofer Vorstadt |
| Kröstau (Gemeinde Weischlitz)        | Kürbitz (Gemeinde Weischlitz)               | Thiergarten                         |

## Geschichte

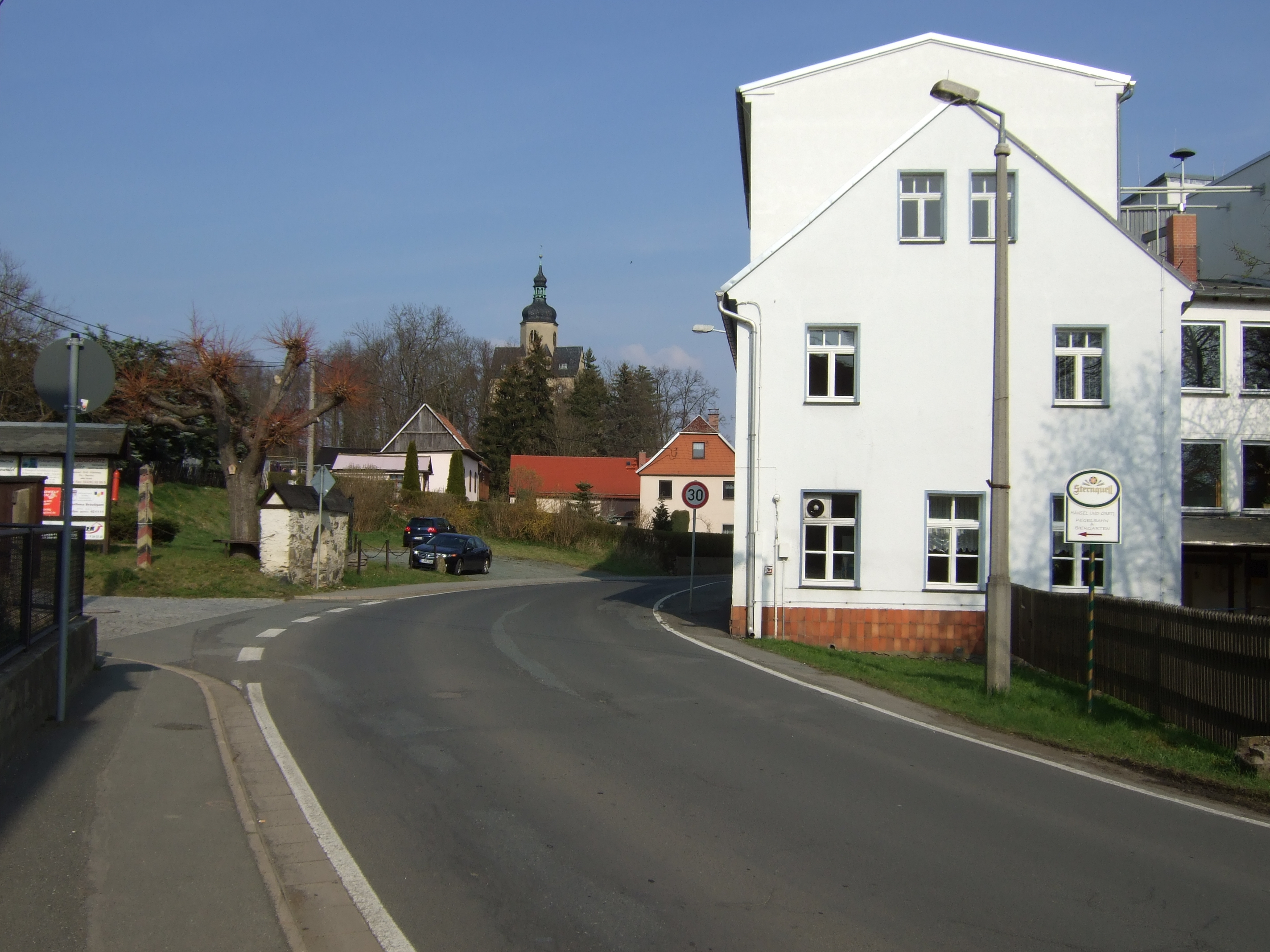
Hauptstraße mit Mühle

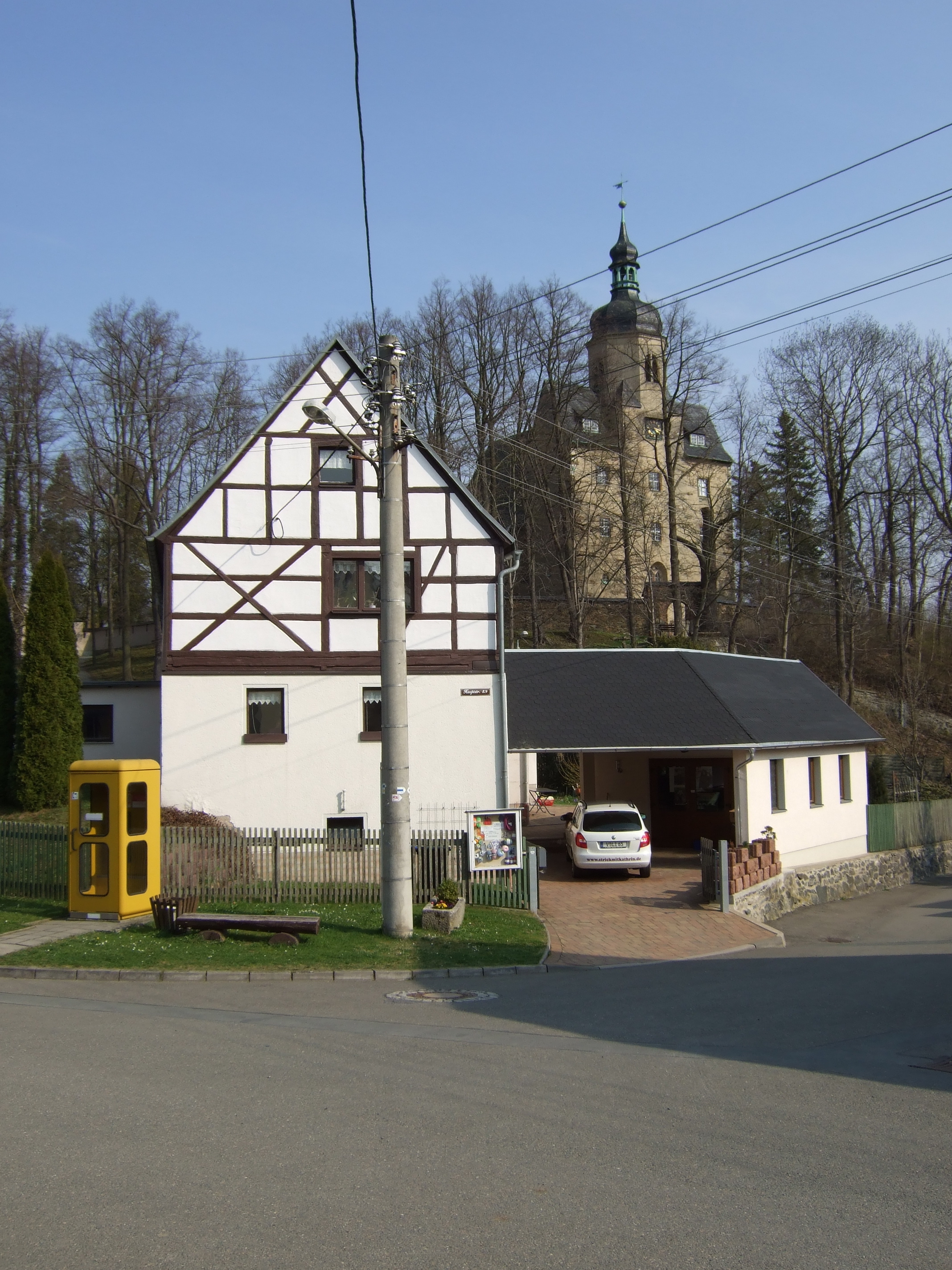
Fachwerkhaus in der Ortsmitte und Kirche

Der Ort wurde 1194 als Strazberg erwähnt. Es handelte sich um ein Reihendorf in Blockflur. Der Ort gehörte bis ins 19. Jahrhundert zum Amt Plauen. Die Gemeinde gehörte danach zur Amtshauptmannschaft Plauen und anschließend zum Landkreis Plauen. In Straßberg befand sich teils ein gutsherrliches Vorwerk, welches Jahrhunderte zum Rittergut im benachbarten Neundorf gehörte. Namhafteste Besitzer waren die Herren von Reibold. Bis zuletzt gehörten Grundstücke in Straßberg denen dann bürgerlichen Eigentümern in Neundorf. Im Zuge der Kreisreform wurde sie Teil des Vogtlandkreises, bis sie am 1. Januar 1999 in die damals noch kreisfreie Stadt Plauen eingemeindet wurde.

### Einwohnerentwicklung
Entwicklung der Einwohnerzahl:
| - 1583: 031 besessene Mann - 1764: 027 besessene Mann, 5 Häusler, 10 ½ Hufen je 30 Scheffel - 1834: 203 - 1871: 255 - 1890: 406 | - 1910: 593 - 1925: 622 - 1939: 705 - 1946: 937 - 1950: 857 | - 1964: 695 - 1990: 507 - 2002: 898 |

## Politik

### Ortschaftsrat
Der Ortschaftsrat besteht seit 2014 aus fünf Mitgliedern. Ehrenamtlicher Ortsvorsteher ist seit 2001 Dieter Blechschmidt (parteilos).
Die Ortschaftsratswahlen von 1999 bis 2019 hatten folgende Ergebnisse (zum Vergleich ist auch noch die letzte Wahl zum Gemeinderat 1994 mit aufgeführt):
| Parteien und Wählergemeinschaften | Parteien und Wählergemeinschaften           | 2019 | 2019  | 2014 | 2014  | 2009 | 2009  | 2004 | 2004  | 1999 | 1999  | 1994 | 1994  |
| Parteien und Wählergemeinschaften | Parteien und Wählergemeinschaften           | %    | Sitze | %    | Sitze | %    | Sitze | %    | Sitze | %    | Sitze | %    | Sitze |
| CDU                               | Christlich Demokratische Union Deutschlands | 48,1 | 3     | 70,3 | 4     | 60,8 | 2     | 46,8 | 2     | 17,9 | 1     | —    | —     |
| FWG                               | Freie Wählergemeinschaft Straßberg          | 35,8 | 1     | 25,3 | 1     | 39,2 | 2     | 53,2 | 3     | 82,1 | 7     | 99,8 | 8     |
| FDP                               | Freie Demokratische Partei                  | 8,7  | 0     | —    | —     | —    | —     | —    | —     | —    | —     | —    | —     |
| SPD                               | Sozialdemokratische Partei Deutschlands     | 7,4  | 0     | 4,4  | 0     | —    | —     | —    | —     | —    | —     | —    | —     |
| EV                                | Einzelbewerber                              | —    | —     | —    | —     | —    | —     | —    | —     | —    | —     | 0,2  | 0     |
| Gesamt                            | Gesamt                                      | 100  | 5     | 100  | 5     | 100  | 4     | 100  | 5     | 100  | 8     | 100  | 8     |
| Wahlbeteiligung in %              | Wahlbeteiligung in %                        | 78,2 | 78,2  | 62,9 | 62,9  | 48,4 | 48,4  | 50,3 | 50,3  | 59,0 | 59,0  | 76,6 | 76,6  |

1. ↑  1994 fand die letzte Wahl zum Gemeinderat der damals noch selbstständigen Gemeinde statt.
2. ↑  bis inkl. 2004 „Freie Wählervereinigung Straßberg“ (FWV)

## Kultur und Sehenswürdigkeiten

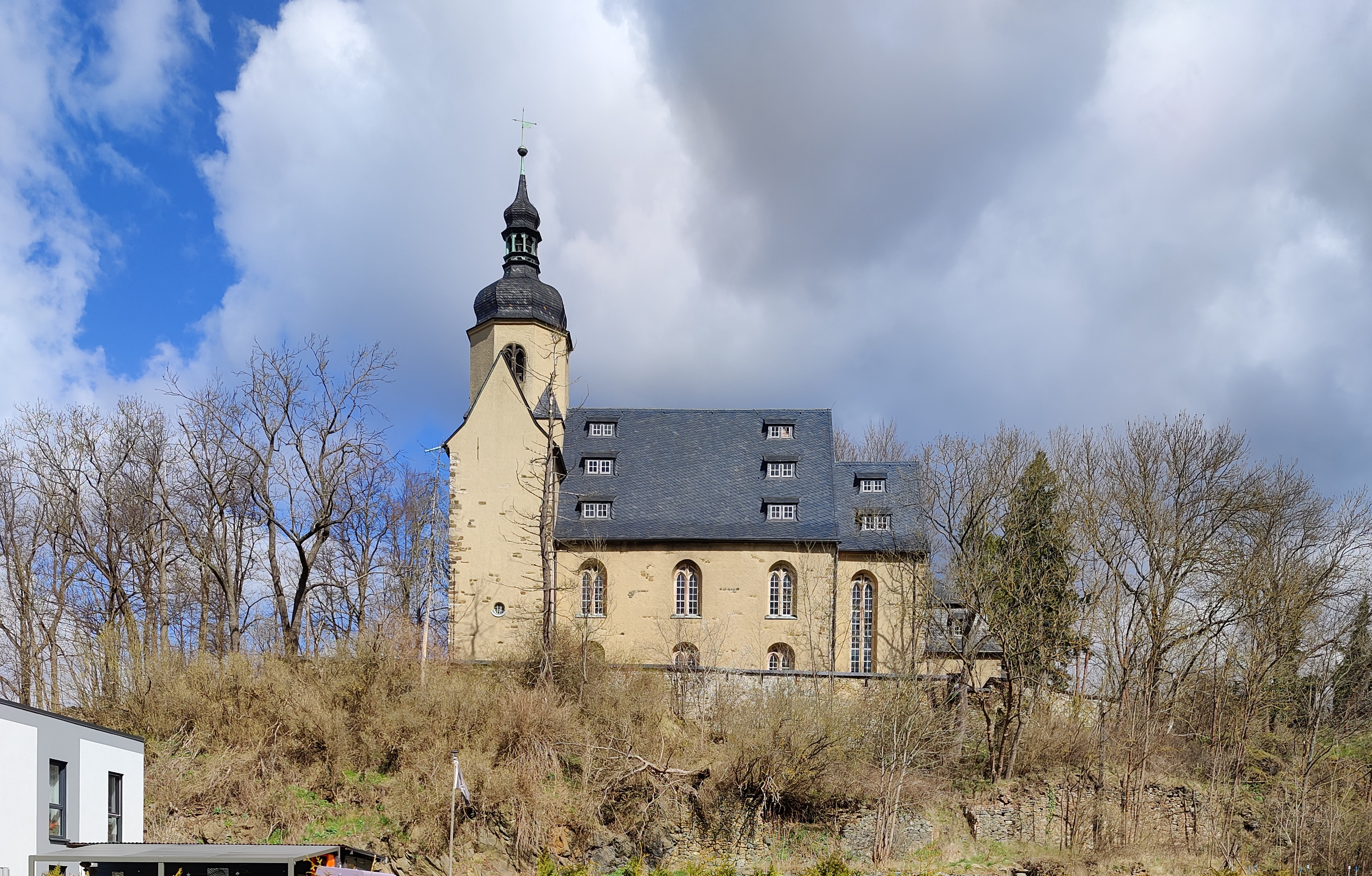
Die Straßberger Dorfkirche

Auf einem Hügel außerhalb des Dorfkerns befindet sich die unter Denkmalschutz stehende Dorfkirche Straßberg mit Friedhof. Diese wurde an der Stelle der ehemaligen Burg Straßberg errichtet, die Stammsitz der Vögte von Straßberg war.

## Wirtschaft und Infrastruktur

### Verkehr
Straßberg besitzt einen Haltepunkt an der Bahnstrecke Plauen–Cheb, der durch die Vogtlandbahn bedient wird. Der Ort ist zudem mit den vertakteten RufBus-Linien 47 und 48 des Verkehrsverbunds Vogtland an Weischlitz, Reuth und Plauen angebunden. Durch den Ort führt die Staatsstraße S 297.

### Ansässige Unternehmen
Die Unternehmen „Vogtlandmühlen“ und „Vogtland BioMühlen“ sind die größten ansässigen Arbeitgeber.